# Capulín Redondo
Capulín Redondo är en ort i Mexiko, tillhörande kommunen Coatepec Harinas i södra delen av delstaten Mexiko. Orten hade 276 invånare vid folkräkningen 2010.